# Ismail Serageldin
Ismail Serageldin (nascido em 1944 em Gizé, Egito) Diretor fundador da Bibliotheca Alexandrina (BA), a nova Biblioteca de Alexandria, inaugurada em 2002, atualmente é bibliotecário emértico e membro do Conselho de Curadores da Biblioteca de Alexandria. Ele atua como Presidente ou Membro de uma série de comitês consultivos para instituições acadêmicas, de pesquisa, científicas e internacionais e esforços da sociedade civil, inclusive como co-presidente do Centro Internacional Nizami Ganjavi (NGIC) e atua no Comitê Consultivo do Mundo Relatório de Ciências Sociais em 2013 e 2016, bem como os Cenários de Água do Mundo (2013) apoiados pela UNESCO e o Conselho Executivo da Enciclopédia da Vida (2010) e Presidentes do Conselho Executivo da Biblioteca Digital Mundial (2010). Em 2017, um juiz egípcio condenou Serageldin a 3,5 anos de prisão por delitos financeiros.